# J:COM 高槻
J:COM 高槻（ジェイコム たかつき）は、株式会社ジェイコムウエストが運営するケーブルテレビ局のひとつ。

## 事業所
事務所
- 高槻営業事務所（北緯34度50分52.6秒 東経135度37分3.7秒 / 北緯34.847944度 東経135.617694度）
  - 大阪府高槻市上田辺町18番1号

## 提供区域内自治体
- 大阪府
  - 高槻市
  - 三島郡
    - 島本町

## 主な配信チャンネル

### 地上デジタル放送
- 表中、「伝送方式」欄の『部類』に関しては下記を参照。
  - 「PT」はパススルー方式。
  - 「TM」はトランスモジュレーション方式。
- 表中、『記号』に関しては下記を参照。
  - 「●」は視聴可能。
  - 「×」は視聴不可。
  - 「?」は不明。
- 2019年（平成31年）1月1日現在。

| リ モ コ ン キ \| ID | 三桁 チャンネル | 放送局              | 伝送方式 | 伝送方式 | 備考 |
| リ モ コ ン キ \| ID | 三桁 チャンネル | 放送局              | PT       | TM       | 備考 |
| -------------------- | --------------- | ------------------- | -------- | -------- | ---- |
| 1                    | 011 012         | NHK総合・大阪       | ●        | ?        |      |
| 2                    | 021 022 023     | NHKEテレ大阪        | ●        | ?        |      |
| 3                    | 031 032 033     | サンテレビ          | ●        | ?        |      |
| 4                    | 041             | 毎日放送            | ●        | ?        |      |
| 5                    | 051             | KBS京都             | ●        | ?        |      |
| 6                    | 061             | ABCテレビ           | ●        | ?        |      |
| 7                    | 071             | テレビ大阪          | ●        | ?        |      |
| 8                    | 081             | 関西テレビ          | ●        | ?        |      |
| 10                   | 101             | 読売テレビ          | ●        | ?        |      |
| 11                   | 111 112         | J:COMチャンネル高槻 | ●        | ?        |      |
| 12                   | 121 122         | J:COMテレビ         | ●        | ?        |      |

### FMラジオ
- 2019年（平成31年）1月1日現在。

| MHz  | 放送局       | 備考 |
| ---- | ------------ | ---- |
| 77.1 | Kiss FM KOBE |      |
| 79.6 | NHK大阪-FM   |      |
| 82.5 | FM OSAKA     |      |
| 83.3 | FM COCOLO    |      |
| 84.5 | FM802        |      |
| 85.9 | α-STATION    |      |

## コミュニティチャンネル

### 放送番組
- 情報BOXワイドたかつき[1]
高槻の広報番組。以前は広報たかつきに掲載されていることが中心だったが、現在は濱田剛史高槻市長が高槻市内の名所を回る「市長が紹介！高槻のココ」が中心で放送されている。現在のコーナーはほかに毎週放映される「クローズアップＮＯＷ」と１０日から放映される「まちと人とコミュニティ」などがある。キャスターは、岡山瞳と松田善希の２人。毎月１日、１０日、２０日に更新。３０分番組。
- しまもとプラザ[2]
島本町の広報番組。毎月１日から１０日は、島本町に関する行政情報を放映。毎月１１日から２０日は、島本町に関するイベント情報を「あれこれプラザ」として放映。そして、毎月２１日から月末までは、当月に島本町で行われたイベント等を映像でお届けする。毎月１日、１１日、２１日に更新。１５分番組。